# ماكابي ليليبو
ماكابي ليليبو (مواليد 27 يوليو 1997) هو لاعب كرة قدم كونغولي يلعب في مركز الجناح في نادي الهلال.

## روابط خارجية
- ماكابي ليليبو على موقع قاعدة بيانات كرة القدم.إي يو (الإنجليزية)
- ماكابي ليليبو على موقع ناشيونال فوتبول تيمز (الإنجليزية)
- ماكابي ليليبو على موقع Soccerway.com (الإنجليزية)
- ماكابي ليليبو على موقع عالم كرة القدم.نت (الإنجليزية)